# Schultheiss-Brauerei

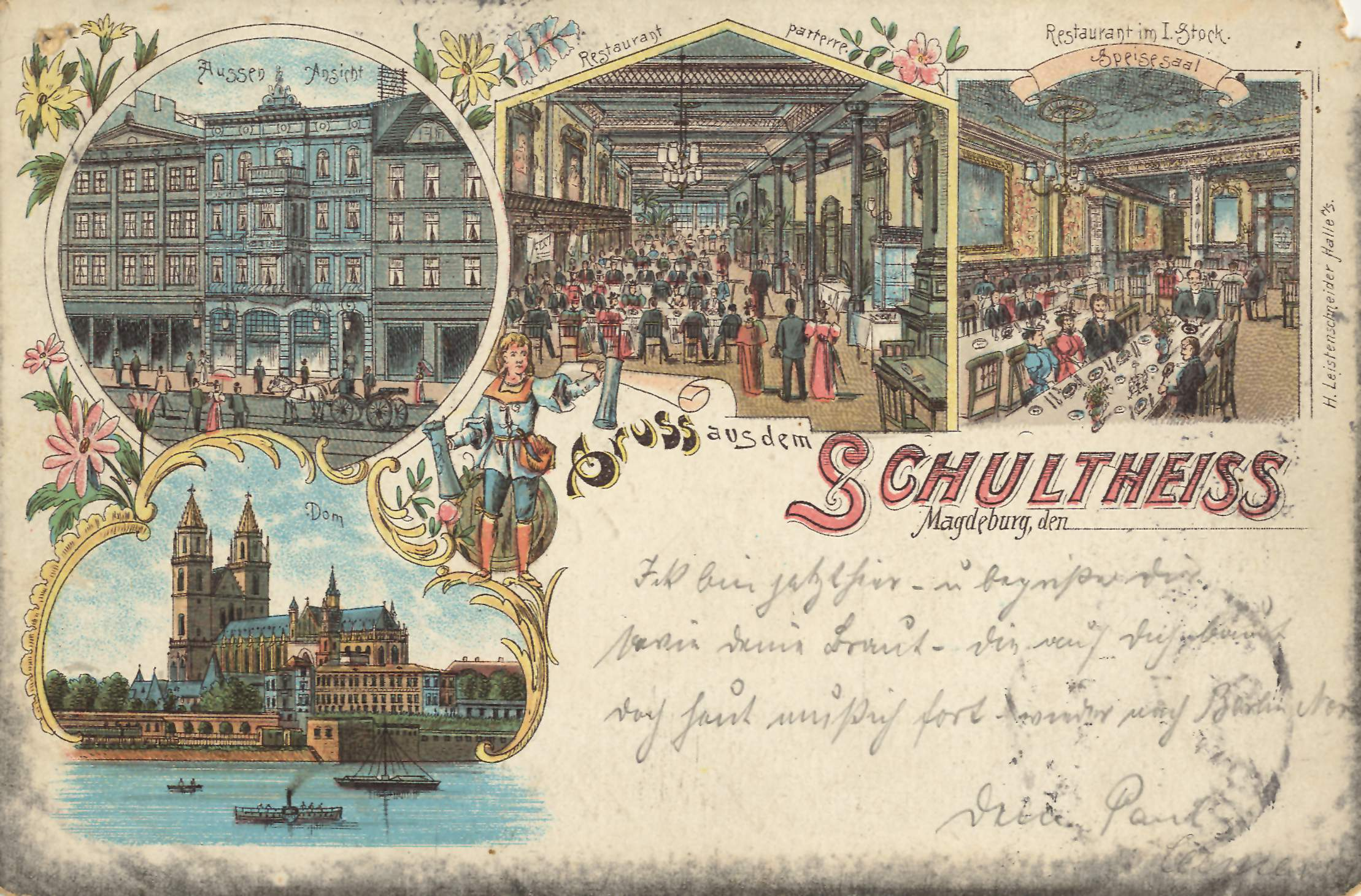
Schultheiss-Ausschank in Magdeburg

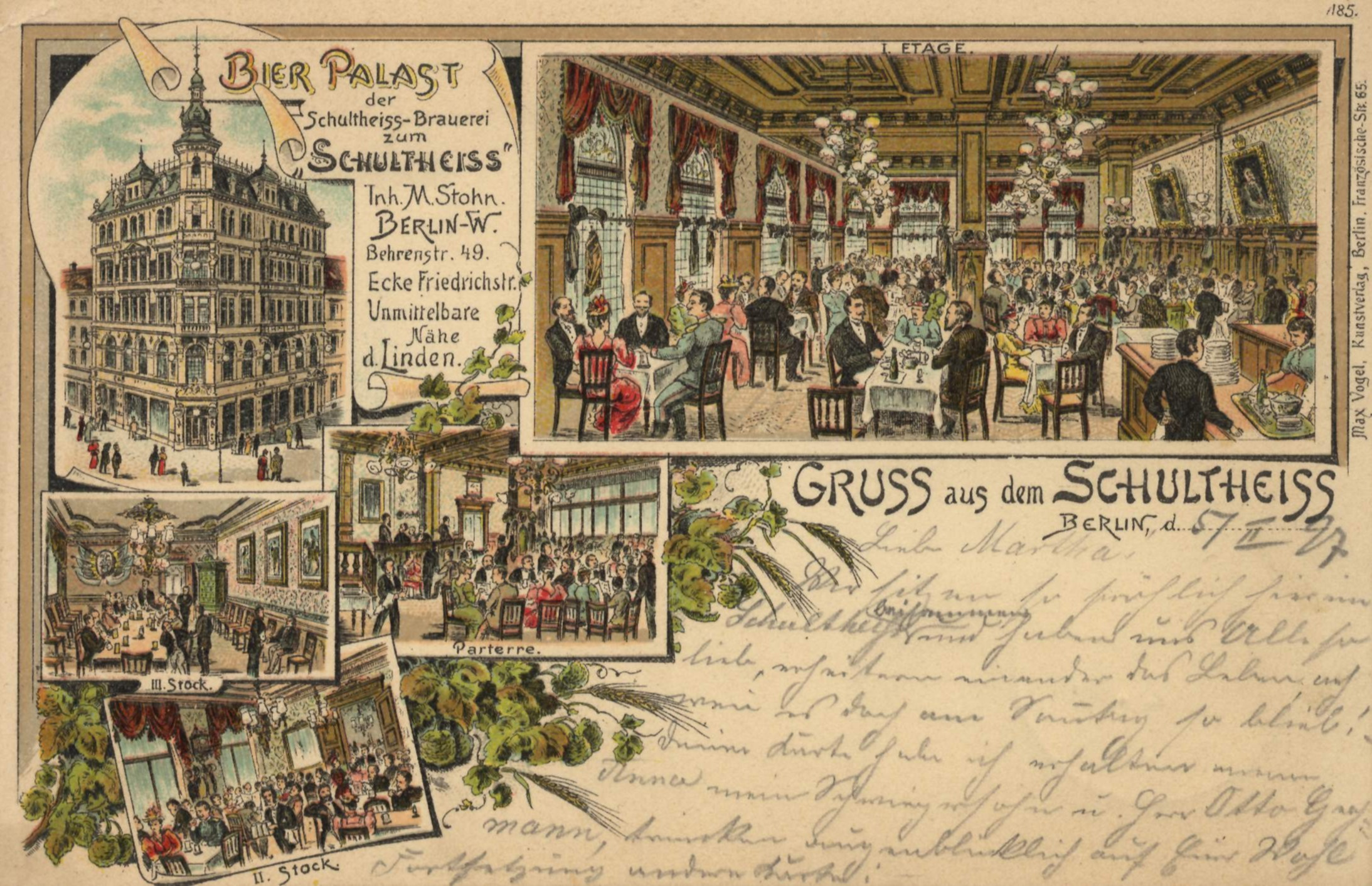
Behrenstraße 49, Bierpalast der Schultheiss-Brauerei 1897

Die Schultheiss-Brauerei AG war eine Brauereigruppe mit Sitz in Berlin. Sie ist benannt nach dem Gastwirt Jobst Schultheiss.

## Geschichte

### 19. Jahrhundert
Als offizieller erster Standort der Schultheiss-Brauerei gilt die Kleinbrauerei, die der Apotheker August Heinrich Prell in der Neuen Jakobstraße 26 in Berlin gründete. Das Grundstück in der Schönhauser Allee (die spätere Abteilung I) vor den Toren Berlins diente anfangs nur als Lagerkeller. Brauerei und Brauereiausschank wurden 1853 von Jobst Schultheiss übernommen. Er verkaufte krankheitsbedingt das Unternehmen an Adolf Roesicke. Sein Sohn Richard Roesicke, der das Unternehmen leitete, verlegte dessen Sitz Ende der 1860er Jahre in die Schönhauser Allee und wandelte es im Mai 1871 in eine Aktiengesellschaft um. 1891 fusionierte die Schultheiss-Brauerei mit der etwa gleich großen Brauerei-Gesellschaft Tivoli. Damit kamen unter anderem das Grundstück in der Chausseestraße 88, die Brauerei am Kreuzberg (Berlin) und eine Brauerei und Mälzerei in Fürstenwalde/Spree zum Unternehmen. 1896 wurden die bereits im Eigentum der Familie Roesicke befindliche Brauerei zum Waldschlösschen in Dessau und 1898 die Brauerei Borussia in Niederschöneweide übernommen.
Ende des 19. Jahrhunderts hatte die Schultheiss-Brauerei AG 1834 Beschäftigte. Sie arbeiteten in einer der genannten Brauereien oder in einer der beiden Mälzereien (Pankow, Fürstenwalde). Ferner hatte die Schultheiss-Brauerei 43 mit Eiskeller verbundene Niederlagen in Angermünde, Aschersleben, Bernau (Mark), Bernburg, Bitterfeld, Brandenburg an der Havel, Cöthen i. A., Coswig (Anhalt), Cottbus, Dobrilugk-Kirchhain, Eberswalde, Erkner, Frankfurt (Oder), Friedrichshagen, Fürstenwalde/Spree, Golßen, Gransee, Halle (Saale), Jessen (Bez. Halle), Jüterbog, Kremmen, Leipzig, Leopoldshall, Lichterfelde-Lankwitz, Luckenwalde, Lübben, Magdeburg, Mittenwalde, Nauen, Neubrandenburg, Neuendorf bei Potsdam, Oranienburg, Prenzlau, Radegast, Spandau, Swinemünde, Templin, Vetschau, Wittenberg, Wittstock/Dosse, Zerbst, Ziesar und Zossen.

### Erste Hälfte des 20. Jahrhunderts
Mit einem Jahres-Ausstoß von 850.000 Hektoliter Bier startete die Schultheiss-Brauerei als größte Brauerei in Deutschland in das 20. Jahrhundert. Die Expansion wurde mit den Übernahmen der Brauerei Pfeifferhof Carl Scholtz in Breslau im Jahr 1909 und der Unions-Brauerei in Berlin im Jahr 1914 fortgesetzt. Damit war die Schultheiss-Brauerei die größte Lagerbierbrauerei der Welt. Für den dadurch hohen Malzbedarf wurde 1914 bis 1917 die Malzfabrik Schöneberg gebaut.
Gleich zu Beginn des Ersten Weltkriegs wurden über 1000 Arbeitnehmer Soldat. Daneben wurden 700 Pferde und ein großer Teil der Wagen und Autos an das Militär abgegeben. Es kam zu Reduzierungen bei Braukontingenten und Gerstenzuteilungen. Im November 1917 wurden Biere mit nur 2 % Stammwürzgehalt zugelassen. Ebenfalls 1917 wurde die Abteilung VI stillgelegt. Andererseits wurde die seit 1840 existierende Spandauerberg-Brauerei vormals C. Bechmann AG übernommen.
In der Nachkriegszeit wurde die Brauerei Pfefferberg vormals Schneider & Hillig AG in der Schönhauser Allee durch Fusion angegliedert. Damit gingen auch Braukontigente der stillgelegten Germaniabrauerei auf Schultheiss über. Die größte Fusion erfolgte 1920 mit der Patzenhofer Brauerei AG zur Schultheiss-Patzenhofer-Brauerei AG. Neben der Patzenhofer-Stammbrauerei „Friedrichshöhe“ gingen damit auch deren Standorte in Spandau, in Moabit und die Berliner Bock Brauerei in die Brauereigruppe über. Nach der Fusion wurden mehrere Braustandorte und Niederlagen geschlossen.
Ab Oktober 1920 waren wieder Biere mit 8 % Stammwürzgehalt erlaubt. Erst 1924 durfte wieder Vollbier mit über 10 % Stammwürzgehalt hergestellt werden.
1921 wurde ein Interessengemeinschaftsvertrag mit den Unternehmen Ostwerke AG und CAF Kahlbaum abgeschlossen. Damit verbunden waren auch branchenfremde Aktivitäten. Es folgten weitere gesellschaftsrechtliche Änderungen in diesem Zusammenhang. Anfang der 1930er Jahre stellte sich heraus, dass diese Transaktionen insgesamt negativ für die Brauereigruppe waren.
Bereits im ersten Jahr des Zweiten Weltkriegs wurden 30 % der Schultheiss-Mitarbeiter zur Wehrmacht eingezogen. Die erste angeordnete Senkung des Stammwürzgehaltes der Biere erfolgte zum 1. Januar 1941; weitere Senkungen folgten. Ab 1941 arbeiteten in den Brauereien auch polnische, französische und italienische Kriegsgefangene. In einem für Telefunken für die Rüstungsproduktion zur Verfügung gestellten Brauereikeller wurden auch ukrainische Zwangsarbeiterinnen eingesetzt. Zum Zeitpunkt des 100-jährigem Jubiläum bestand Schultheiss aus 21 Betrieben und 100 Nebenbetrieben (meist Niederlagen).
In der Nachkriegszeit in Deutschland wurden die Brauereistandorte Abteilungen I, IV und NO in Berlin, die Abteilung III in Dessau, Malzfabriken in Pankow, Fürstenwalde und Frankfurt und die Beteiligung an der Brauerei Eberswalde volkseigen. Teilweise wurde hier bis in die 1960er Jahre unter dem Namen Schultheiss weiter gebraut.
Ebenso gehörten die Standorte und Beteiligungen in Ost-Brandenburg und Schlesien wie zum Beispiel die Abteilung V (Breslau) nicht mehr zur Schultheiss AG. Die Gebiete gehören jetzt zur Republik Polen.
Als Ergebnis des Zweiten Weltkriegs verblieben bei der Schultheiss AG die Abteilungen II, NW, Spandau und M und die Malzfabrik Schöneberg.

### Nachkriegszeit und Wiederaufbau
1945 wurde Hans Sixtus (1907–1975) Leiter der größten Brauerei von Schultheiss, der Schultheiss Abteilung II in Kreuzberg, und leitete den Wiederaufbau nach dem Krieg. Auf der ersten Hauptversammlung nach dem Krieg und der Währungsreform 1948 (Westdeutschland) wurden im September 1951 die Aktien von Reichsmark auf Deutsche Mark umgestellt. 1948 folgte ein Sitz im Vorstand des Unternehmens, in dem er 1954 zum Vorsitzenden und 1956 zum Generaldirektor ernannt wurde. Sixtus war eine treibende Kraft hinter der Rückkehr von Schultheiss als Brauerei nach dem Krieg. Er initiierte die Expansion von Schultheiss über Berlin hinaus, indem er 1950 mit dem Versandhandel für Bier nach Westdeutschland („Westdeutscher Geschäft“) begann.
Auch Eduard von Schwartzkoppen blieb nach dem Krieg in der Unternehmensleitung. Er war seit 1934 Mitglied des Vorstands und wurde nach dem Krieg fünf Jahre lang interniert. In den 1960er und 1970er Jahren dominierte der Schultheiss-Konzern unter der Führung von Sixtus den Biermarkt in West-Berlin. In den 1960er Jahren hatte das Unternehmen einen Marktanteil von über 60 % im Berliner Getränkemarkt. Ein bekannter Slogan aus dieser Zeit war: „Was trinken wir? Schultheiss Bier!“
In den frühen 1950er Jahren tätigte Schultheiss mehrere Übernahmen: die Aktien-Brauerei Feldschlößchen in Minden, die Dortmunder Bergmann-Brauerei sowie die Berliner Brauereien Löwenbrauerei-Böhmisches Brauhaus und Groterjan. In den 1960er Jahren folgten Übernahmen der Schlossquellbrauerei in Heidelberg, der Müser-Brauerei in Bochum und von Schultheiss-Bräu in Weissenbrunn. Letzteres war eine kleine, unabhängige Brauerei, die denselben Namen wie der große Konzern trug. Beim 400-jährigen Jubiläum der Brauerei in Weissenbrunn nahm Hans Sixtus 1962 an den Feierlichkeiten teil. 1968 kaufte Schultheiss die Brauerei in Weissenbrunn auf, verkaufte sie jedoch 1979 weiter an Sailerbräu. Schultheiss expandierte auch nach Afrika, indem es die Brasserie du Bénin in Lomé, der Hauptstadt Togos, gründete. Die Brauerei wurde von Brauhaase (Haase-Brauerei GmbH) aufgebaut, die zu 70 % Schultheiss-Dortmunder Union gehörte.
Das frühere Hauptquartier von Schultheiss befand sich direkt neben der Hauptbrauerei in Kreuzberg. 1968 begann eine Kooperation mit der Dortmunder Union-Brauerei. 1969 übernahm Schultheiss die Ritterbrauerei AG in Dortmund und die Elbschloss-Brauerei in Hamburg von der Dresdner Bank. Dadurch erhielt Schultheiss auch Anteile an der Glückauf-Brauerei, der Arnsberger Brauerei und der Einbecker Brauhaus AG.
1971–1972 wurden insgesamt fünf Millionen Hektoliter Bier gebraut. 1972 fusionierten Schultheiss und die Union-Brauerei Dortmund zum damals größten Getränkekonzern Deutschlands, der Dortmunder Union-Schultheiss AG. 1988 wurde der Konzern in Brau und Brunnen umbenannt.
Die Malzbierbrauerei Groterjan in Berlin-Wedding wurde 1961 übernommen und 1978 geschlossen. Dasselbe geschah mit der Löwenbrauerei-Böhmisches Brauhaus, die Schultheiss ebenfalls 1961 kaufte und später stilllegte. 1978 eröffnete Schultheiss in der Kreuzberger Brauerei Europas größte Flaschenabfüllanlage, wodurch die Effizienz gesteigert und der Personalbedarf gesenkt wurde. Die Schließungen von Groterjan und Löwenbrauerei-Böhmisches Brauhaus führten dazu, dass viele Mitarbeiter in andere Brauereien verlagert wurden.

### Der Niedergang von Schultheiss
1989 wurde Schultheiss ein eigenständiger Teil des Brau-und-Brunnen-Konzerns. Im Rahmen des 150-jährigen Jubiläums im Jahr 1992 eröffnete Schultheiss ein Brauereimuseum in den alten Räumlichkeiten der Brauerei in Kreuzberg. In den 1990er Jahren wurden die Brauereien in Schöneberg (1990), Spandau (1992) und Kreuzberg (1994) geschlossen. Diese Anlagen stammten aus dem 19. und frühen 20. Jahrhundert und galten als veraltet. Gleichzeitig wurde die Marke Berliner Pilsner übernommen, und das Hauptquartier zog 1995 in die heutige Berliner-Kindl-Schultheiss-Brauerei in Alt-Hohenschönhausen um.
2004 wurde die Schultheiss-Muttergesellschaft Brau und Brunnen von der Radeberger Gruppe übernommen. Nach und nach wurden die ehemals konkurrierenden Marken zusammengeführt. 2006 wurde die Berliner-Kindl-Schultheiss-Brauerei GmbH gegründet, in der heute die Berliner Traditionsbiere Schultheiss, Berliner Kindl und Berliner Pilsner in einer gemeinsamen Brauerei in Alt-Hohenschönhausen gebraut werden. Zusätzlich werden dort auch kleinere Marken wie Rex-Pils, Rixdorfer und Märkischer Landmann produziert. Andere Traditionsmarken wie Patzenhofer und Engelhardt (Charlottenburger Pilsener) verschwanden hingegen.
Heute existiert Schultheiss nur noch als Pilsner, während Berliner Kindl weiterhin in mehreren Varianten erhältlich ist (u. a. Radler, Export, Pilsner, Weisse). Viele der ehemaligen Brauereigebäude wurden einer neuen Nutzung zugeführt. So entstanden in den ehemaligen Brauereistandorten:
- die Kulturbrauerei in Prenzlauer Berg,
- die Malzfabrik Schöneberg,
- das Schultheiss Quartier, hervorgegangen aus der Schultheiss-Brauerei Moabit.

Die ehemalige Schultheiss-Brauerei an der Methfesselstraße in Kreuzberg wurde in das Wohnviertel Viktoria-Quartier umgewandelt. Auf dem Gelände erinnern noch Schilder an die Geschichte des Ortes, ebenso der Platzname Tivoliplatz (benannt nach der ursprünglichen Brauerei) und die ehemalige Direktionsvilla Sixtus-Villa mit dem Sixtus-Garten.

## Standorte (Auswahl)
- Abteilung I: Schultheiss Brauerei Schönhauser Allee, siehe Kulturbrauerei
- Abteilung II: Schultheiss-Brauerei am Kreuzberg, siehe Tivoli-Brauerei (Berlin)
- Abteilung III: Schultheiss-Brauerei Dessau, siehe Brauerei Dessau
- Brauerei Schultheiss, Abteilung IV, siehe Bärenquell-Brauerei
- Abteilung V: Brauerei „Pfeifferhof“ in Breslau
- Abteilung VI: Schultheiss in der Hasenheide, siehe Berliner Unions-Brauerei
- Abteilung NW von Schultheiss[2] Schultheiss-Brauerei Moabit in der Stromstraße
- Schultheiss-Brauerei in Hakenfelde/Spandau
- Spandauerberg-Brauerei, die 1917 von Schultheiss übernommen wurde, siehe Spandauer Bock
- Abteilung NO, siehe Aktien-Brauerei-Gesellschaft Friedrichshöhe

## Marke
Bier der Marke „Schultheiss“ wird durch die Berliner-Kindl-Schultheiss-Brauerei hergestellt. Die Markenrechte liegen bei der Dortmunder Brau und Brunnen Brauereien GmbH.